# Enakostranični petkotnik
Enakostránični petkótnik je v ravninski geometriji petkotnik, katerega vseh pet stranic ima enako dolžino in so skladne. Njegovi notranji koti so lahko različni, zaradi česar obstajajo družine takšnih petkotnikov. Pravilni petkotnik je edinstven, ker je enakostraničen in njegovih pet notranjih kotov je hkrati skladnih in enakih 108 stopinj.
Štiri sekajoče enake krožnice razporejene v zaprti verigi so dovolj za določitev enakostraničnega petkotnika. Vsako središče krožnice je eno od štirih oglišč petkotnika. Preostalo oglišče se določi s presečiščem prve in zadnje krožnice v verigi.
Opisati je možno vsak enakostranični petkotnik le z dvema kotoma {\displaystyle \alpha \,} in {\displaystyle \beta \,}, kjer je {\displaystyle \alpha \geq \beta \,}, četrti kot {\displaystyle \delta \,} pa je najmanjši od preostalih treh kotov. Splošni enakostranični petkotnik se lahko obravnava kot funkcija dveh spremenljivk {\displaystyle f(\alpha ,\beta )\,}, preostali koti pa se določijo s pomočjo trigonometričnih zvez. Enakostranični petkotnik opisan na ta način bo enoličen do zasuka ravnine.

## Notranji koti
Če se enakostranični petkotnik razdeli na tri trikotnike, sta zunanja dva enakokraka (v oranžni in modri), notranji tretji pa je splošni trikotnik (v zeleni).
Po sinusnem izreku je dolžina daljice, ki deli zeleni in modri trikotnik, enaka:
{\displaystyle a=2\sin {\frac {\beta }{2}}\!\,.}
Kvadrat dolžine daljice, ki deli oranžni in zeleni trikotnik, je enak:
{\displaystyle {\begin{aligned}b^{2}&=1+a^{2}-2\cdot 1\cdot a\cos \left(\alpha -{\frac {\pi }{2}}+{\frac {\beta }{2}}\right)\\&=1+4\sin ^{2}{\frac {\beta }{2}}-4\sin {\frac {\beta }{2}}\sin \left(\alpha +{\frac {\beta }{2}}\right)\!\,.\end{aligned}}}
Po kosinusnem izreku je kosinus kota {\displaystyle \delta \,} razviden iz slike:
{\displaystyle \cos \delta ={\frac {1^{2}+1^{2}-b^{2}}{2\cdot 1\cdot 1}}\!\,.}
S poenostavitvijo je kot {\displaystyle \delta \,} določen kot funkcija kotov {\displaystyle \alpha \,} in {\displaystyle \beta \,}:
{\displaystyle \delta =\arccos \left[\cos \alpha +\cos \beta -\cos(\alpha +\beta )-{\frac {1}{2}}\right]\!\,.}
Tetivni petkotnik je enakoten, če in samo če so vse njegove stranice skladne, in je tako pravilen. Podobno je tangentni petkotnik enakostraničen, če in samo če so vsi njegovi notranji koti skladni, in je tako pravilen.

## Zgledi
- Pravilni petkotnik
- Pravilna zvezda
pentagram
- Konveksni
- Nasprotna prava kota
- Konkavni
- Degeneriran
(prekrivanje stranice z ogliščem)
- Degeneriran v trikotnik
(par kolinearnih stranic)
- Degeneriran v trapez
(kolinearni stranici)
- Samosekajoč

## Dvorazsežna preslikava
Enakostranični petkotnik kot funkcija dveh spremenljivk se lahko izriše na ravnini. Vsak par vrednosti {\displaystyle (\alpha ,\beta )\,} se preslika v eno točko ravnine in tudi v en petkotnik.
Periodičnost vrednosti {\displaystyle \alpha \,} in {\displaystyle \beta \,} in pogoj {\displaystyle \alpha \geq \beta \geq \delta \,} omogočata omejeno velikost preslikave. Na ravnini s koordinatnima osema {\displaystyle \alpha \,} in {\displaystyle \beta \,} premica {\displaystyle \alpha =\beta \,} deli ravnino na dva dela (spodnja meja je na sliki prikazana oranžno). {\displaystyle \delta =\beta \,} je krivulja, ki deli ravnino na različne odseke (zgornja meja je prikazana modro).
Obe meji objemata zvezno območje ravnine, katere točke preslikajo v enolične enakostranične petkotnike. Točke zunaj območja preslikajo v ponavljajoče petkotnike, v petkotnike, ki so pri zasuku ali zrcaljenju skladni z že opisanimi. Petkotniki, ki so preslikani točno na ti dve meji, imajo osno simetrijo.
Znotraj območja enolične preslikave obstajajo tri vrste petkotnikov: zvezdni, konkavni in konveksni, ki jih ločujeta novi meji.

### Zvezdni
V zvezdnih petkotnikih se stranice sekajo med seboj. Običajni zgled takšne vrste petkotnika je pentagram. Pogoj za zvezdni petkotnik, ali da seka samega sebe, je {\displaystyle 2\alpha +\beta \leq 180^{\circ }\,}. V preslikavi je poltrak {\displaystyle 2\alpha +\beta =180^{\circ }\,} (prikazan oražno zgoraj) meja med zvezdnimi in nezvezdnimi petkotniki. Petkotniki, ki se preslikajo točno na to mejo, imajo oglišče, ki se dotika druge stranice.

### Konkavni
Konkavni petkotniki so nezvezdni petkotniki z vsaj enim notranjim kotom večjim od 180°. Prvi kot, ki je večji od 180° je {\displaystyle \gamma \,}, tako da je krivulja {\displaystyle \gamma =180^{\circ }\,}, (meja prikazana zeleno na desni) meja območij konkavnih in konveksnih petkotnikov. Petkotniki, ki se preslikajo točno na to mejo, imajo vsaj dve sosednji stranici kolinearni (vzporedni), in spominjajo na petkotnik degeneriran v štirikotnik.

### Konveksni
Konveksni petkotniki imajo vseh pet notranjih kotov manjših od 180°, njihove stranice pa se med seboj ne sekajo. Običajni zgled takšne vrste petkotnika je pravilni petkotnik.